# قائمة المليارديرات الهولنديين
اعتباراً من عام 2020، هناك أحد عشر مليارديراً في هولندا، وفقاً لمجلة فوربس.

## قائمة المليارديرات الهولنديين
| الترتيب العالمي | اسم                       | المواطنة | صافي الثروة (بالدولار الأمريكي) | مصادر الثروة            |
| --------------- | ------------------------- | -------- | ------------------------------- | ----------------------- |
| 93              | شارلين دي كارفاليو هاينكن | هولندا   | 12.8 مليار                      | هينيكن                  |
| 488             | فريتس جولدشميدنج          | هولندا   | 5.32 مليار                      | راند ستاد القابضة       |
| 1063            | هانز ميلشرز               | هولندا   | 2 مليار                         | الكيماويات والاستثمارات |
| 1267            | جون دي مول جونيور         | هولندا   | 1.7 مليار                       | برامج التلفزيون         |
| 1415            | كومر دامن                 | هولندا   | 1.5 مليار                       | مجموعة دامن             |
| 1513            | أرنوت شويجف               | هولندا   | 1.4 مليار                       | أدين                    |
| 1613            | ليزلي بامبيرجر            | هولندا   | 1.3 مليار                       | كروننبرغ جروب           |
| 1730            | جيتسي جرون                | هولندا   | 1.2 مليار                       | Takeaway.com            |
| 1851            | يوب فان دن إندي           | هولندا   | 1.1 مليار                       | عرض تلفزيوني            |
| 1851            | ويم فان دير ليجتي         | هولندا   | 1.1 مليار                       | VDL Groep               |
| 1990            | بيتر فان دير هل           | هولندا   | 1 مليار                         | أدين                    |

## روابط خارجية
- Forbes.com: أغنى أغنياء العالم في Forbes - حسب بلد الجنسية
- Forbes.com: أغنى أغنياء العالم في Forbes - حسب بلد الإقامة